# Cartoline reggimentali
Nel collezionismo militare, una delle raccolte più interessanti è quello delle cartoline reggimentali.
La raccolta delle cartoline si diffuse nell'ultimo decennio dell'Ottocento e il ramo più importante fu quello militare. Si sviluppò in particolare dal 1900 al 1910 e si collezionava tutto ciò che riguardava il Risorgimento e la storia più recente dell'esercito.
In questo periodo furono fatte cartoline in nero e a colori e una stessa cartolina fu stampata in diverse tinte e in varie iscrizioni.
A tal fine intervennero stamperie e litografie italiane, che riproducevano quadri d'autore e alcuni artisti ne crearono i bozzetti.
Uscirono cataloghi di cartoline militari, con suddivisione per armi, corpi e specialità, con la descrizione, l'indicazione del valore e, di conseguenza, il grado di rarità.
Per la guerra 1915 - 1918 esistono circa diecimila tipi differenti di cartoline.
In seguito furono emesse cartoline più moderne nella fattura, raffiguranti nuove armi. Ci sono cartoline dell'Esercito, della Marina e dell'Aviazione ed anche quelle che si riferiscono alla conquista dell'Etiopia.
Durante la seconda guerra mondiale ci furono le cartoline "in franchigia" per i reparti operanti, emesse ad iniziativa governativa e quelle fatte stampare da Enti Nazionali.
Le cartoline inviate dal fronte possono avere come soggetto l'irredentismo, con l'Italia rappresentata da una figura di donna; l'interventismo democratico, con immagini raffiguranti Garibaldi, Cavour,  Vittorio Emanuele II, Mazzini. Ci sono poi cartoline patriottiche-nazionalistiche; alcune di esse sostengono il prestito nazionale, altre sono antitedesche o antiaustriache, col nemico ritratto come un "bruto" invasore e saccheggiatore, usando anche immagini satiriche. In altre, infine, è raffigurata la vita civile.